# Le Châtel (massif du Dévoluy)
Bonnet de Calvin
Pour les articles homonymes, voir Le Châtel et Chatel.
Le Châtel ou Bonnet de Calvin est une montagne de France située en Isère.

## Géographie
Il se trouve dans le Trièves, au nord de la Grande Tête de l'Obiou, à l'ouest du lac du Sautet et de Corps, au sud de la Mure et à l'est de Mens. Culminant à 1 937 mètres d'altitude, il fait partie du massif du Dévoluy. Sa forme oblongue au sommet arrondi occupé par un alpage cerné de falaises lui a donné son nom de « Bonnet de Calvin » en référence au couvre-chef fétiche arboré par Jean Calvin.

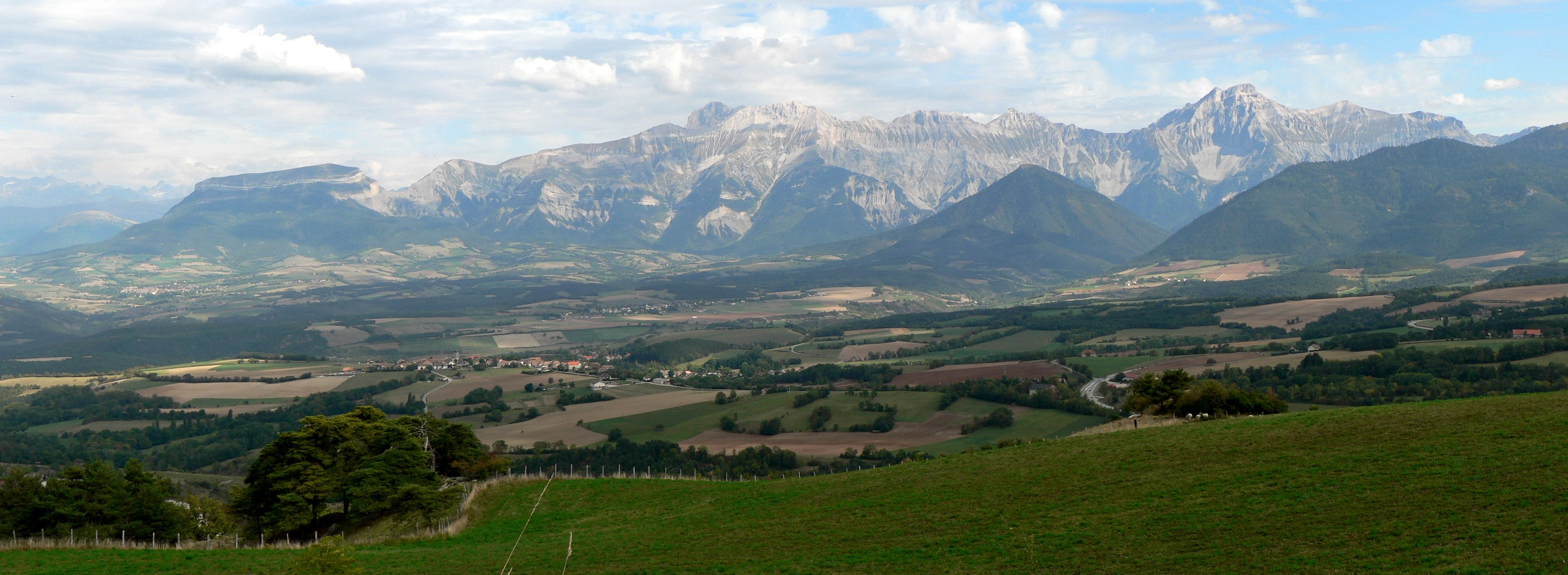
Vue panoramique du Trièves et du massif du Dévoluy depuis le Percy à l'ouest avec le Châtel, la Grande Tête de l'Obiou et le Grand Ferrand de gauche à droite.